# 彩券夫妻
《杰瑞和玛姬生活阔绰》是一部2022年美國喜劇劇情片，由大衛·法蘭科執導，布萊德·寇普蘭編劇，改編自傑森·法貢2018年發表於《赫芬顿邮报》的同名報導文章。本片由布莱恩·科兰斯顿與安妮特·班寧飾演主角夫婦，劇情講述夫婦倆從Windfall樂透規則中發現贏錢的訣竅，並以此賺進大量彩金的的真實故事。
本片2022年6月15日於翠貝卡電影節首映，6月17日上架Paramount+。

## 故事概要
傑瑞·塞爾比（Jerry Selbee）與瑪姬·塞爾比（Marge Selbee）是居住在密西根州埃瓦特區域的夫妻，其中傑瑞擔任生產線經理已有42年之久。當傑瑞申請退休的一個月後，他終於高興地從自家試圖取出他的新摩托艇，卻不慎將它撞壞了。傑瑞走進當地的加油站商店期間，無意中聽到店員解釋在密歇根州的WinFall彩票中獎機會增加的情況。傑瑞從中聽出端倪，於是他在運用自身數學能力計算彩票系統機率時發現了系統漏洞，更掌握這個系統在投注彩票時屢屢獲勝。根據傑瑞的推測，通過購買足夠多的彩票，藉著「翻倍」可以保證更大的回報，為此提取了 2,000 多美元來購買門票。雖然他感到失落，但由於瑪姬激勵了他，這讓他意識到增加樣本量會增加他的機會。傑瑞轉而將夫妻倆的賬戶提領一空，將8,000 美元變成了 15,000 美元。
傑瑞無法保守勝利的秘密，與瑪姬討論此事，瑪姬決定他們應該去爭取贏得彩票的機會。當時WinFall 在密歇根州關閉後，在馬薩諸塞州仍可運營，傑瑞與瑪姬為此展開長達10小時的公路旅程。稍後他們在一個小鎮的一家小型酒品店，花了一整天的時間投注彩票，這讓他們持有的金錢又翻了一倍。夫妻倆返回埃瓦特的家園，瑪姬建議傑瑞創建一家小型公司幫助整個城鎮。傑瑞的會計師幫助他們創建了 GS Investment Strategies 公司，讓人們可以以 500 美元的價格購買股票。與此同時為了確保他們可以在下班後使用 WinFall 機器繼續投注，夫妻倆讓酒類商店老闆比爾成為合作夥伴。
傑瑞與瑪姬的公司營運漸入佳境，鎮上的居民們也讓這個鎮上充斥著活力，心思謹慎的傑瑞深知這般好運不會持久，而且這間公司會被迫關門大吉，於是他們謹慎地投資這筆錢。其中一對夫婦重建了鎮上的爵士音樂節場地，其他夫婦則改造場地和重新開業。後來這家公司在馬薩諸塞州桑德蘭附近的一家餐館，安裝了另一台彩票機，以增加投注的彩票數量。同一時間，一位在哈佛大學攻讀數學系的學生也看到了WinFall的潛力。通過利用室友的資源，他們賺了 50,000 美元，但他們意識到所獲盈利實則低於預期，原因是還有其他人發現了這個漏洞。之後一名熟練的黑客，利用州彩票並將他們的主要競爭點追踪到桑德蘭的兩個地點。
當泰勒與艾瑞克前往小鎮的時候，發現傑瑞和瑪姬正在慶祝他們的46週年結婚紀念日。在自我介紹中，他們論及了哈佛博彩俱樂部蘭登工業公司 (Random Industries)。傲慢且居高臨下的泰勒告訴這對夫妻，將錢添加到他們的“底池”中，然後將賭注留給他們。泰勒在對話中多次提到這對夫婦的高齡、電影《天外奇蹟》和搖椅，這讓瑪姬深感被冒犯，傑瑞則是禮貌但堅決地拒絕了泰勒的提案。傻笑的泰勒拋出了一個數學術語，打算讓他們難堪，但傑瑞反而稱讚他們，指出學生們作答數學問題的方式效率較低。
在埃瓦特，泰勒在加油站找到傑瑞，傑瑞在那裡喝晨間咖啡，並要求他立即停止玩 WinFall。泰勒語帶驕傲地威脅傑瑞，倘若他和其他投資者不立即做出讓步，他們的賬戶、信用和身份將被黑客侵入造成損失。傑瑞受泰勒威脅，轉而向投資者宣布，由於不可預見的情況，他們必須停止玩 WinFall。後來，加油站服務員向傑瑞的兒子低聲講述了泰勒的威脅性拜訪，護父心切的他跟著傑瑞出去，請求傑瑞不要讓他們被欺負。父子倆的努力，讓鎮上的人們恢復了自信，改善了他們的生活。瑪姬也和傑瑞團結合作，讓他想起了他們狂野的一面。
當哈佛的學生計算數據時，他們驚訝地發現傑瑞並沒有作出讓步。泰勒建議他們人為地進行縮減，讓哈佛學生的家長進行投資。他們成功了，這讓傑瑞意識到泰勒的策略，並在他的同謀面前與他對質，指出他的自私策略正在傷害他人。為了公平競爭，傑瑞直接要求馬薩諸塞州彩票局公開宣布何時達到回滾。不久之後，持續報導傑瑞事蹟長達幾個月《波士頓環球報》的女記者瑪雅·喬丹出現在埃瓦特。據報導，傑瑞和泰勒每三週都會收到大筆報酬。這篇文章導致彩票委員會沒收了桑德蘭的機器，並在那週的開獎後徹底終止了開獎活動。然而傑瑞與瑪姬並不知道，支持夫妻倆的投資者乘坐巴士前往馬薩諸塞州，並在全州各地投注彩券，贏得了他們的最後一場大勝利。

## 演員
- 布莱恩·科兰斯顿飾演傑瑞·塞爾比（Jerry Selbee）[4]
- 安妮特·班寧飾演瑪姬·塞爾比（Marge Selbee）[4]
- 雷恩·威爾森飾演比爾（Bill）
- 賴瑞·威墨爾（英语：Larry Wilmore）飾演史蒂夫（Steve）
- 邁克爾·麥基恩飾演霍華（Howard）
- 安·哈拉達（英语：Ann Harada）飾演雪莉（Shirley）
- 傑克·麥克道曼飾演道格·塞爾比（Doug Selbee）
- 安娜·坎普飾演道恩·塞爾比（Dawn Selbee）
- Devyn McDowell飾演麗茲（Liz）
- Uly Schlesinger飾演泰勒·藍福（Tyler Langford）
- Cheech Manohar飾演艾瑞克（Eric）
- 崔西·桑姆斯（英语：Tracie Thoms）飾演瑪雅（Maya）
- Lindsay Rootare飾演明蒂（Mindy）
- 托蕾·凯莉飾演她本人

## 製作
2018年4月，據報導，傑森·法貢執筆的《赫芬顿邮报》文章「Jerry and Marge Go Large」將由Levantine Films和Netter Films改編成電影，布萊德·寇普蘭負責撰寫劇本。2021年6月，消息證實Paramount+已經對該電影亮起綠燈，並找好大衛·法蘭科來當導演，主演則由布莱恩·科兰斯顿與安妮特·班寧擔任
2021年7月，本片在美國喬治亞州拍攝當中，雷恩·威爾森、賴瑞·威墨爾與傑克·麥克道曼加入了演員陣容。2021年8月，新加入的演員有Uly Schlesinger、邁克爾·麥基恩、安娜·坎普、安·哈拉達與Devyn McDowell。

## 上映
2022年6月15日，本片的全球首映禮於翠貝卡電影節舉行。兩天後的6月17日，本片上架美國等地的Paramount+。

## 評價
本片在媒體和影評家之間的評價褒貶不一，影評匯總網站爛蕃茄根據52篇影評，給予本片的「新鮮度」為67%，平均得分6.10分（滿分10分），網站共識評論寫道：「《傑瑞和瑪姬生活闊綽》沒有投資於其才華橫溢的明星和基於事實的古怪故事，反而把賭注押在一堆陳詞濫調上」，而Metacritic則根據11篇評論文章，給出平均分52（滿分100），綜合結果為「褒貶不一或普通評價」。

## 備註
1. 2023年1月於HBO首播時的譯名[2]。
2. ↑  又譯「傑瑞和瑪姬大樂透」。

## 外部連結
- 互联网电影数据库（IMDb）上《彩券夫妻》的资料（英文）